# Station Chełmsko
Station Chełmsko is een spoorwegstation in de Poolse plaats Chełmsko.